# Aphaenogaster ensifera
Aphaenogaster ensifera é uma espécie de inseto do gênero Aphaenogaster, pertencente à família Formicidae.